# Dicranella lusitanica
Dicranella lusitanica är en bladmossart som beskrevs av Warnstorf 1899. Dicranella lusitanica ingår i släktet jordmossor, och familjen Dicranaceae. Inga underarter finns listade i Catalogue of Life.